# Yape
Yape è un comune (corregimiento) della Repubblica di Panama situato nel distretto di Pinogana, provincia di Darién. Si estende su una superficie di 544,8 km² e conta una popolazione di 187 abitanti (censimento 2010).